# 숙지산
숙지산은 경기도 수원시 팔달구 화서동 일대에 위치한 산이다.

## 개요
높이 124m의 작은 산이다. 산에 숙지공원과 더불어 여러 운동시설이 있어 주민들이 많이 찾는다. 산에 유적지가 있는데 숙지산 화성 채석장이 있다. 화서다산도서관, 숙지배수장 등과 같은 시설과 영복여자고등학교, 영복여자중학교, 수원제일중학교 같은 학교와 화서 블루밍푸른숲 아파트가 위치해 있다. 

## 교통
버스 - 정류장: 화서위브하늘채, 두견마을, 숙지공원.화서동굿모닝힐.화서다산도서관, 숙지공원, 블루밍푸른숲관리사무소앞, 블루밍푸른숲122동앞, 블루밍푸른숲후문
철도 - 수도권 전철 1호선 화서역